# Adolphe Weick
Pour les articles homonymes, voir Weick (homonymie).
Adolphe Weick, né le 2 septembre 1861 à Strasbourg et mort le 8 juillet 1915 à Saint-Dié (Vosges), est un photographe français qui a concentré son activité sur la prise de vue de points remarquables du Massif vosgien et sur les scènes de la vie quotidienne de ses habitants.

## Biographie

### Adolphe Weick père
Adolphe Weick est un photographe-libraire-éditeur né en 1861 à Strasbourg issu d’une famille alsacienne protestante ayant opté pour la France. Le terme désigne les Alsaciens ayant choisi, par l’exil, de demeurer français après l’annexion allemande de l’Alsace-Moselle résultant de l’application du traité de Francfort. Après avoir travaillé à l’imprimerie-librairie-papeterie Froereisen à Épinal, jeune voyageur  de commerce, il s’installe à Saint-Dié en 1890. Il y reprend en 1893 l’imprimerie-papeterie de Charles Ensfelder qu’il développera sous l’enseigne de « Librairie des Hautes-Vosges ». Il y déploie une activité de photographie dans une région rurale en plein essor industriel et devenue désormais frontalière avec l'Empire allemand.
Parallèlement, Adolphe Weick ouvre une librairie dans laquelle ses fameuses cartes postales sont proposées à la vente.
À cette époque, l’édition des cartes postales prend en effet son essor. De format 13 × 18 cm, les plaques de verre sont les négatifs des vues prises par les photographes. Les clichés développés sont édités et vendus sous format de cartes postales qui reflètent les mutations sociales de la société de la Belle Époque.
Son objectif va dès lors figer sous plaques de verres, les points remarquables du massif vosgien dans le contexte du tourisme naissant, la vie quotidienne d’habitants ruraux confrontés à la modernité industrielle, les mutations urbaines et sociologiques, la militarisation progressive du massif vosgien devenu terre de tensions frontalières. Il développe des séries thématiques de cartes postales : les cols vosgiens, les Vosges pittoresques, les sports d’hiver…
Esprit curieux et inventif, il est, de fait, un précurseur du reportage d’actualité. Celui-ci est retranscrit sur cartes postales, alors seul moyen de partager des images à distance.
Adolphe Weick devient ainsi le premier éditeur français de cartes postales illustrées.
En 1914, son fils (se prénommant également Adolphe) est mobilisé et ce sont ses deux filles Lucie et Suzanne qui tiennent le commerce. Victime civile d’un tir allemand tiré sur la ville lors de la bataille de La Fontenelle, il est fauché par un éclat d'obus sur le Grand Pont de la ville. Son décès intervient le 8 juillet 1915. Il aura édité et commercialisé plus de 16 000 vues portant sur des paysages locaux et scènes de la vie quotidienne des vosgiens.

### Adolphe Weick  fils
Durant le conflit, Adolphe Weick fils, né et mort à Saint-Dié (1890-1970), est fait prisonnier. Libéré en 1918, il reprend le flambeau de l’imprimerie-papeterie-librairie familiale et poursuit durant l’entre-deux-guerres l’œuvre de photographie locale illustrative. Il va développer l’activité de papeterie initiée par son père en y adjoignant un commerce de vente directe sis 27 rue Thiers à Saint-Dié.
L’amélioration des transmissions postales que permet la densification du réseau ferroviaire lui permet de devenir un pionnier de la vente par correspondance. En l’occurrence il développe la vente d’articles de papeteries, notamment à destination des administrations publiques (dont écoles et communes) et innove en exportant sa production dans les colonies françaises puis se lance la cartonnerie avec les classeurs-trieurs. En 1939, à la veille de la Seconde Guerre mondiale, l’entreprise Weick compte une centaine de salariés, le produit phare de sa gamme cartonnière demeure alors le classeur-parapheur à dos extensible, invention qui survit encore à son auteur et demeure toujours commercialisée.

## Thèmes abordés

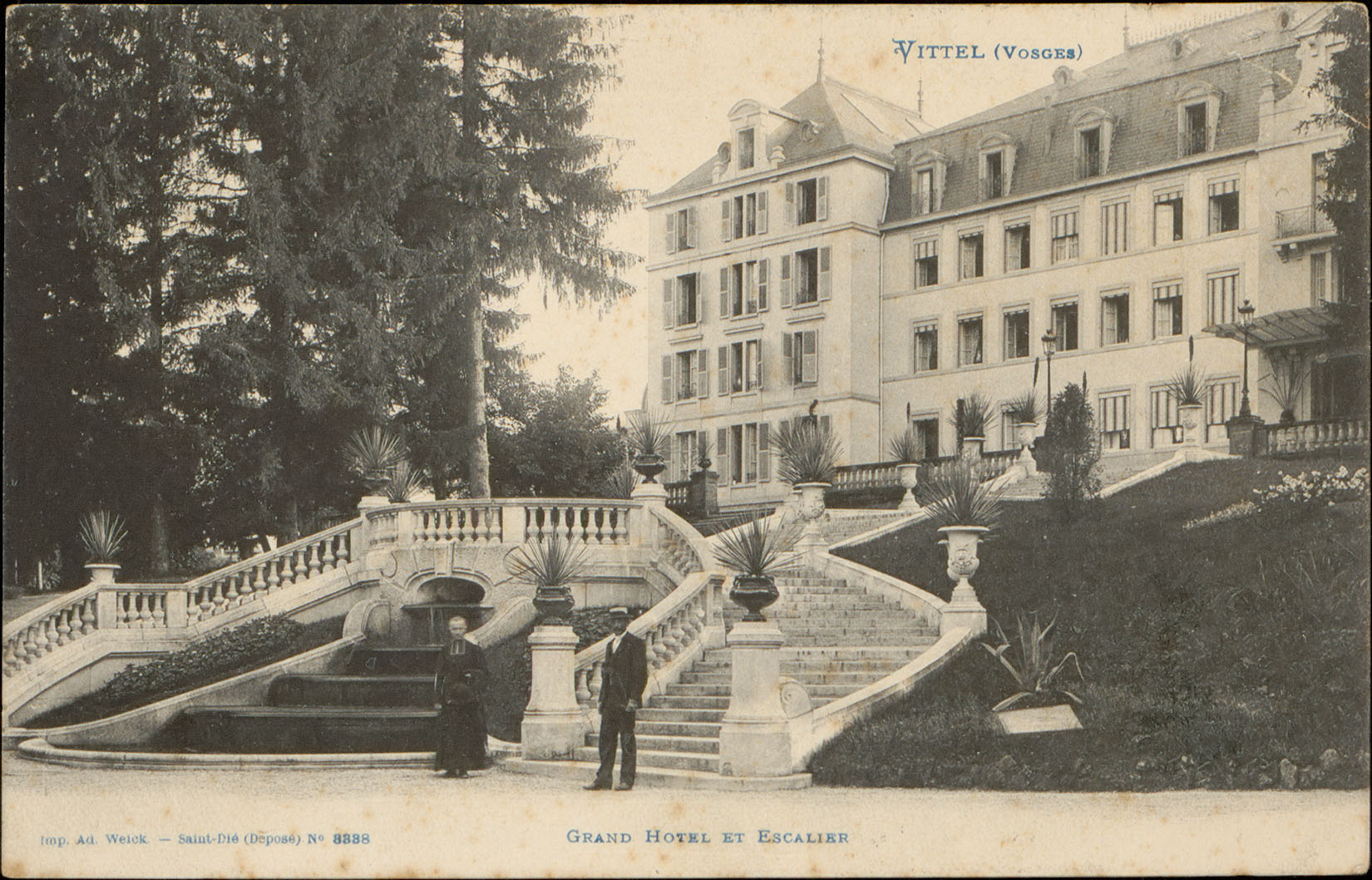
Grand Hôtel et escalier de Vittel.

### Thématique touristique
Adolphe Weick alimente  l’attrait  touristique du massif vosgien  durant la Belle Époque. D’abord lié au thermalisme (Plombières-les-Bains ville d’eau impériale, Contrexéville et Vittel), le tourisme alors réservé à la bourgeoisie s’oriente progressivement vers la découverte des curiosités naturelles aperçues au détour de sentiers forestiers. La proximité ferroviaire nourrit un tourisme de découverte pour lequel l’exotisme se confond avec la ruralité. De même l’objectif du photographe capte la nostalgie des provinces perdues qui motivent le déplacement patriotique de touristes sur les crêtes.
Sensible à la beauté des paysages qui l’entourent dont il effectue méticuleusement le recensement photographique, Adolphe Weick va fonder la société des promenades de Saint-Dié.

### Vie quotidienne

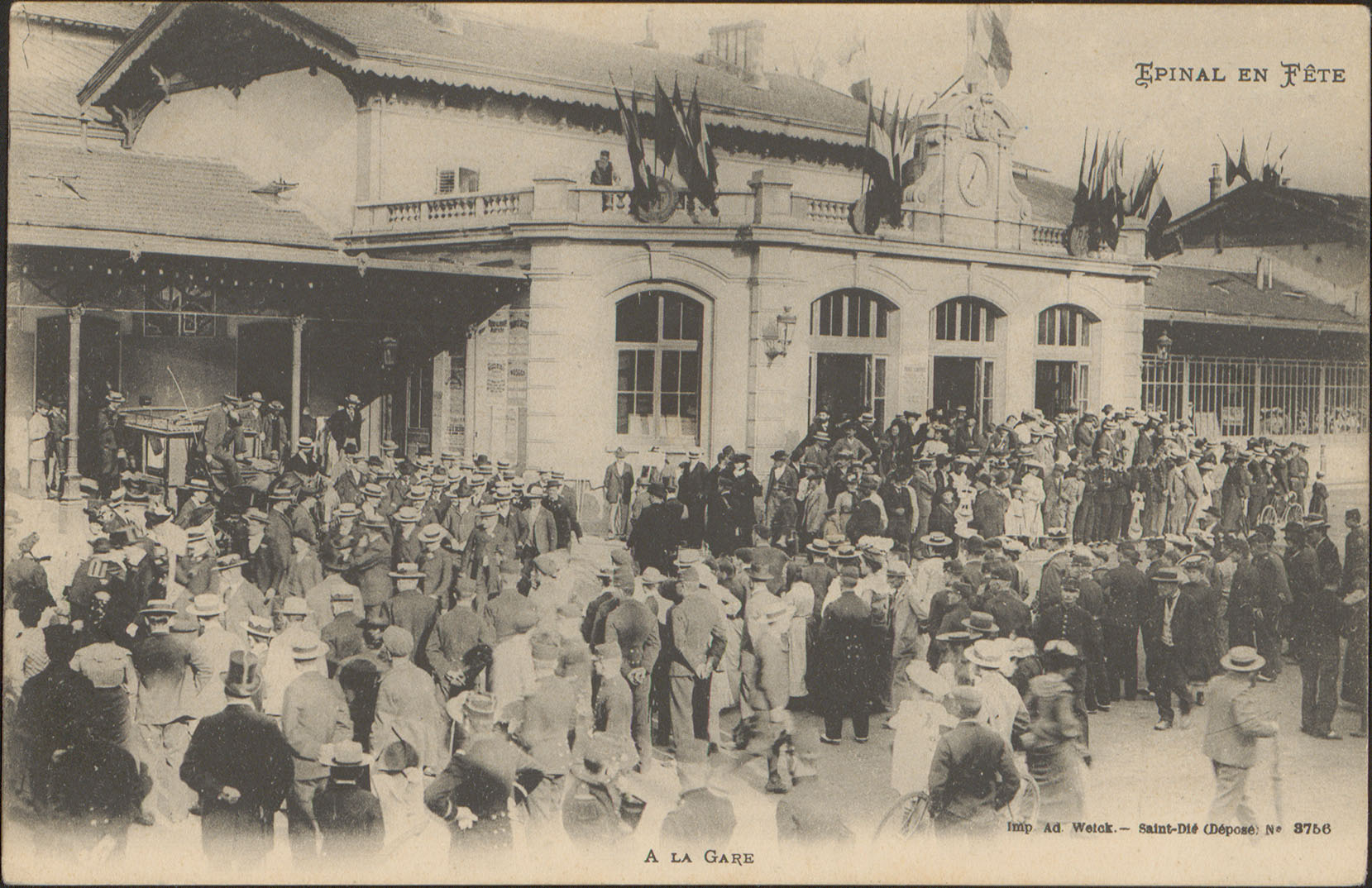
Gare d'Épinal.

Les clichés dépeignent en premier lieu des scènes des cités et villages de Déodatie : Saint-Dié, Raon-l’Étape, Moyenmoutier, Senones, Plainfaing, Saint-Jean-d'Ormont, Gérardmer, les lacs du massif vosgien, les cols frontière, les roches remarquables, les lieux johanniques, etc.
Les fêtes, les marchés, les foires, les scènes de rues, les accidents, les moyens de transports naissants, les évènements locaux inattendus sont autant de sujets de prise de vues d'un espace social dont il relève les mutations. Il en est ainsi de la naissance des sports d’hiver tout autant que des tumultes que génère l’inventaire des objets de cultes dans le cadre de la Loi de séparation des Églises et de l'État de 1905.
Acteur de la ville locale tout autant que témoin, Adolphe Weick est le président fondateur du comité des fêtes déodatien.
Enfin, dans une société locale dominée par le capitalisme cotonnier, la revendication sociale et sa répression quelquefois meurtrière comme à Raon-l'Étape en 1906 participe également du champ d’observation d’Adolphe Weick.

### Thématique militaire

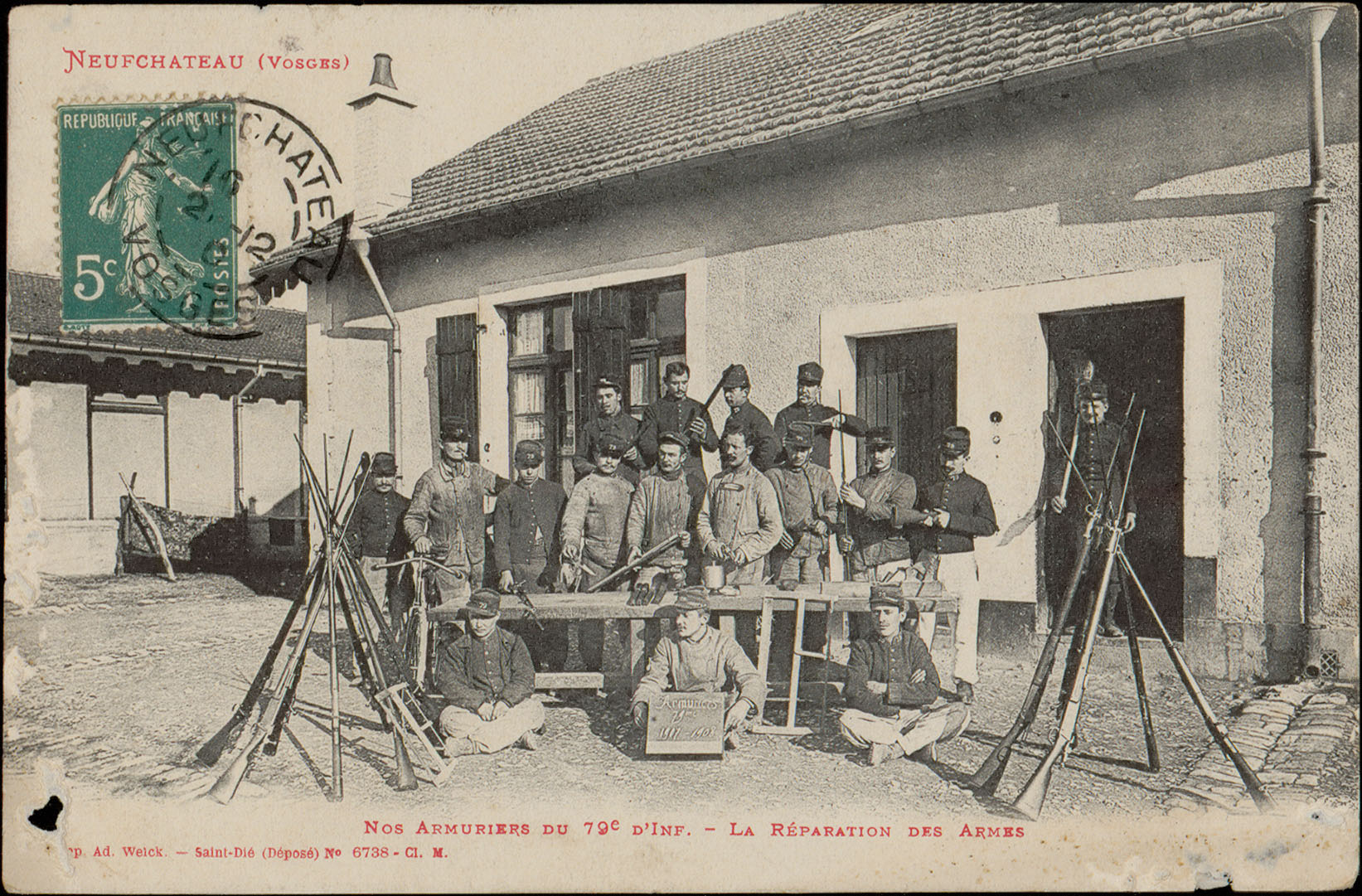
Réparation des armes chez les armuriers du.

À quelques pas des crêtes, ligne bleue par-delà laquelle commencent les provinces perdues, le photographe déodatien ne pouvait que relever l’active présence militaire dans la ville et la circonscription électorale de Jules Ferry. L’omniprésence de l’armée imprègne d’ailleurs significativement la vie publique locale. Les militaires sont en effet présents lors des principaux événements civils organisés dans les villes (fêtes, concerts patriotiques, commémorations, etc.) avec la participation de leur musique ou en assurant le service d’ordre compris contre les revendications sociales. À ces activités se rajoutent les manifestations purement militaires (cavalcades, concerts patriotiques, défilés de parade, retour des troupes en manœuvres…) visant à entretenir la fierté de l'armée et la flamme patriotique des Français.

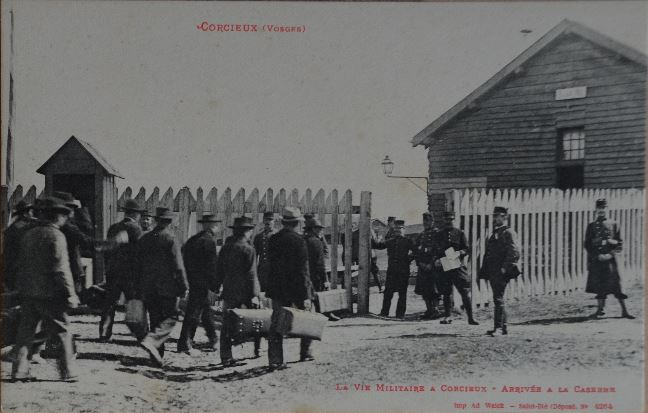
Arrivée des réservistes au camp militaire de Corcieux.

La première carte postale à thématique militaire produite par Adolphe Weick est ainsi  une revue du 14 juillet 1899 à Saint-Dié puis suivra le passage des chasseurs du 3e BCP en manœuvre près de la ferme du Spitzemberg (l‘endroit sera d’ailleurs quelques années plus tard le lieu de sanglants affrontements entre chasseurs à pied et troupes bavaroises).
Les casernes vosgiennes ont été construites entre 1873 et 1914. On trouve dès lors  des séries de cartes sur les nombreuses casernes de Déodatie : Saint-Dié, Bruyères, Senones (1er BCP), Fraize (158e RI), Neufchateau (79e RI)…
Le lien entre civils et militaires est d’autant plus fort que les effectifs des régiments relèvent alors de recrutement locaux.
La montagne vosgienne étant ligne de front, la guerre de 1914 et ses dévastations bien visibles dans la région feront bien entendu l’objet de nombreuses publications de cartes illustrées.

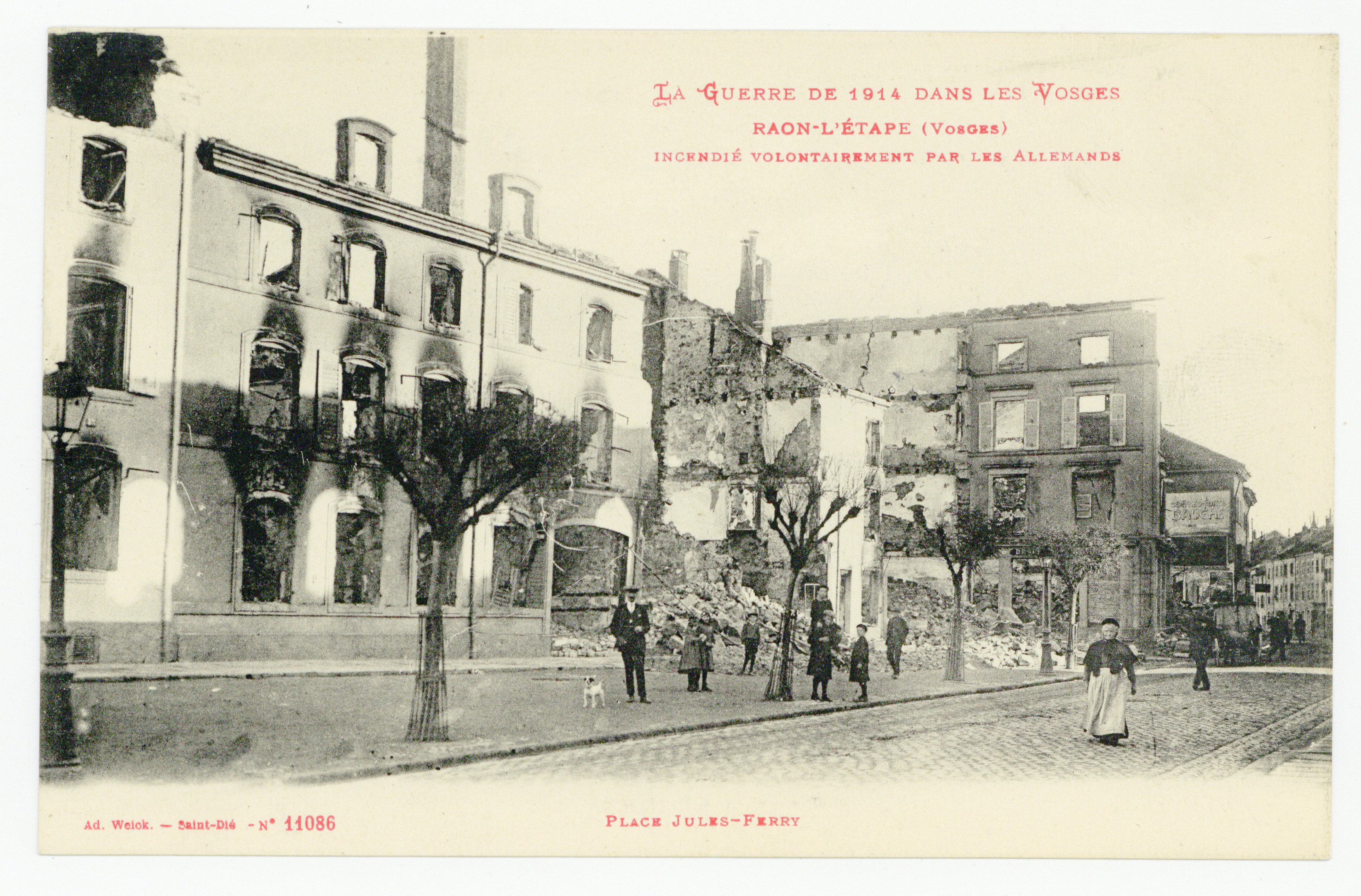
Place Jules-Ferry à Raon-l'Étape volontairement incendiée par les Allemands.

### Galerie

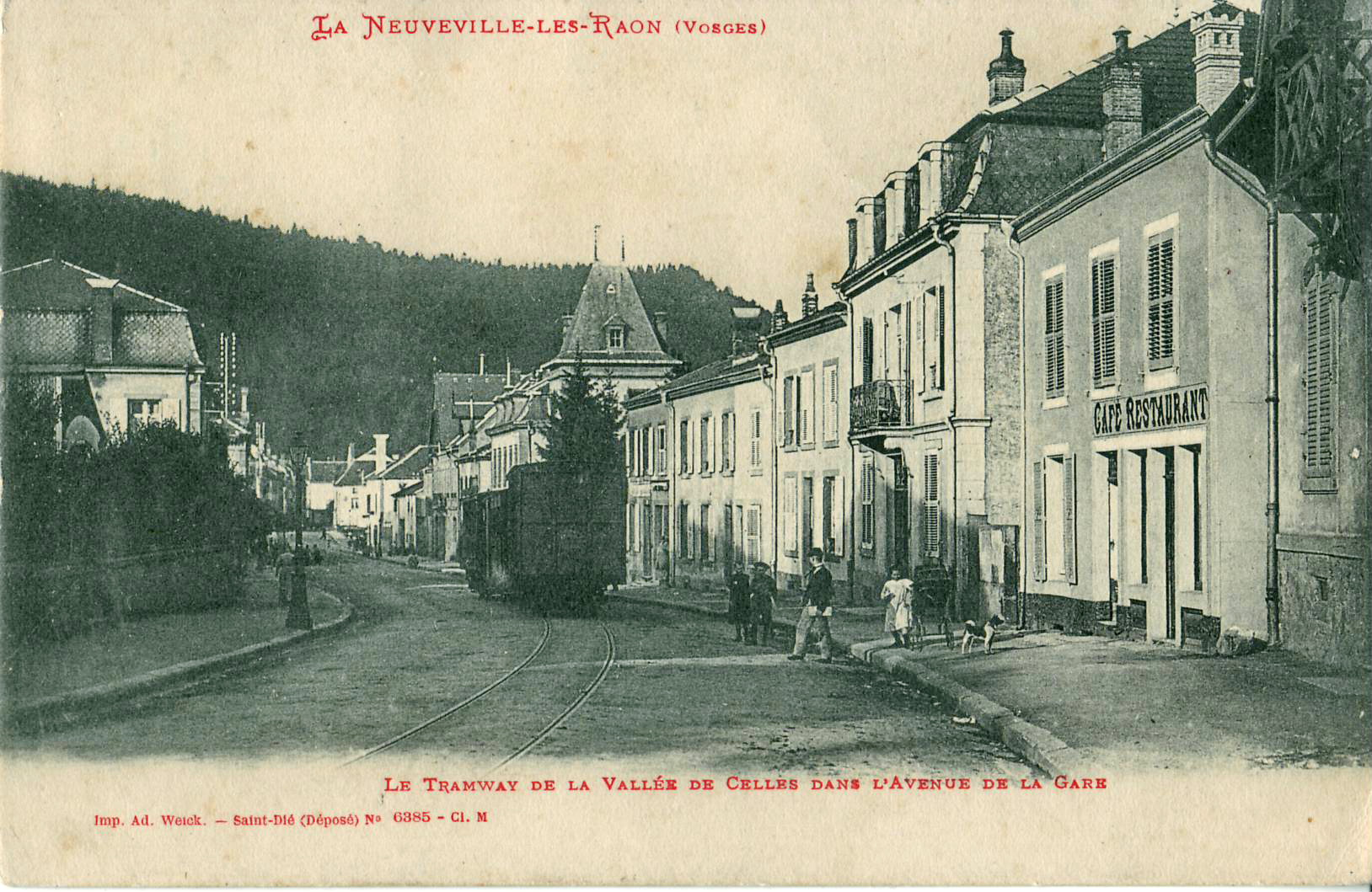
Le tramway de la vallée de Celles à La Neuveville-lès-Raon.
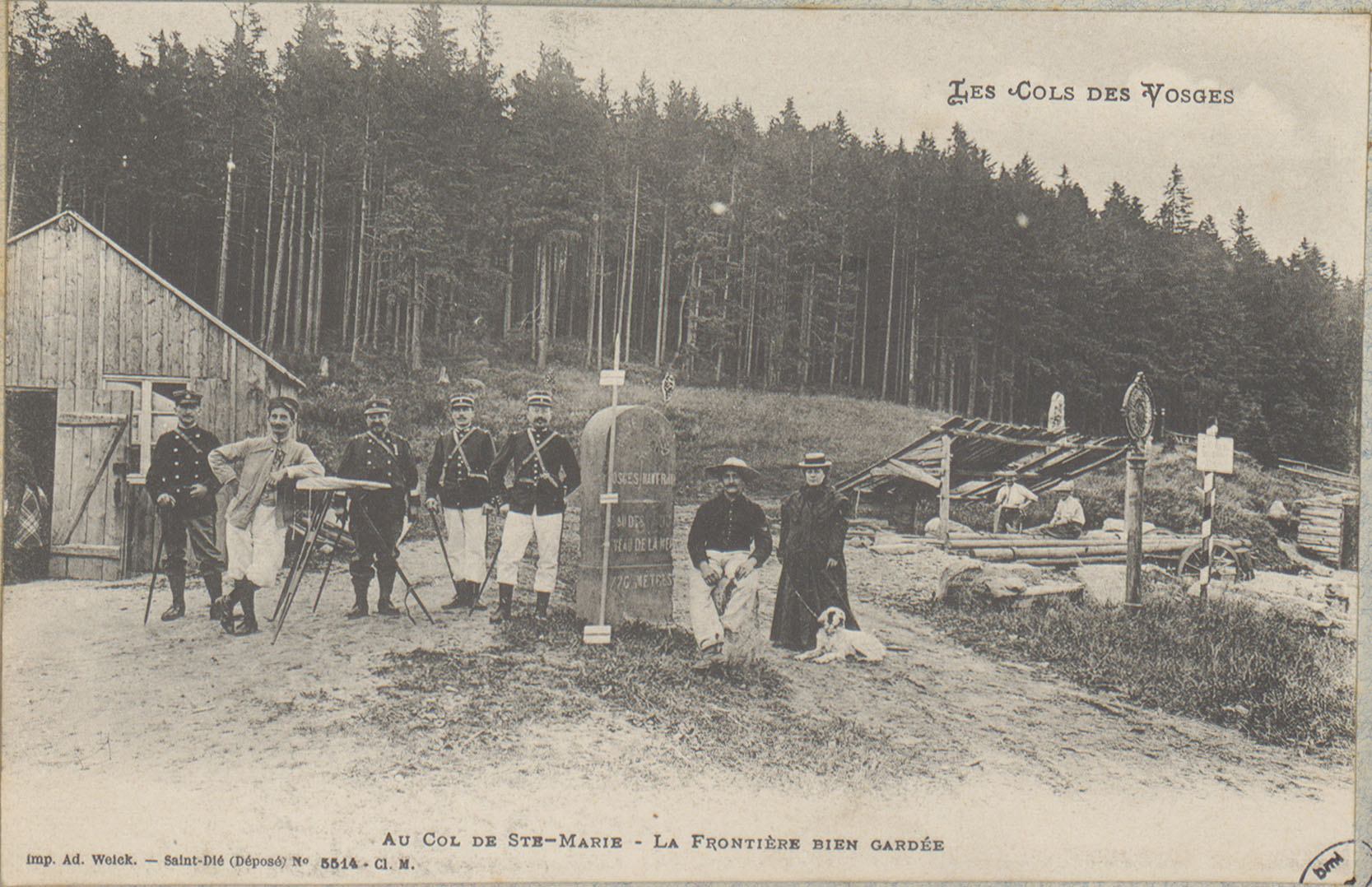
Au col de Sainte-Marie, la frontière bien gardée.
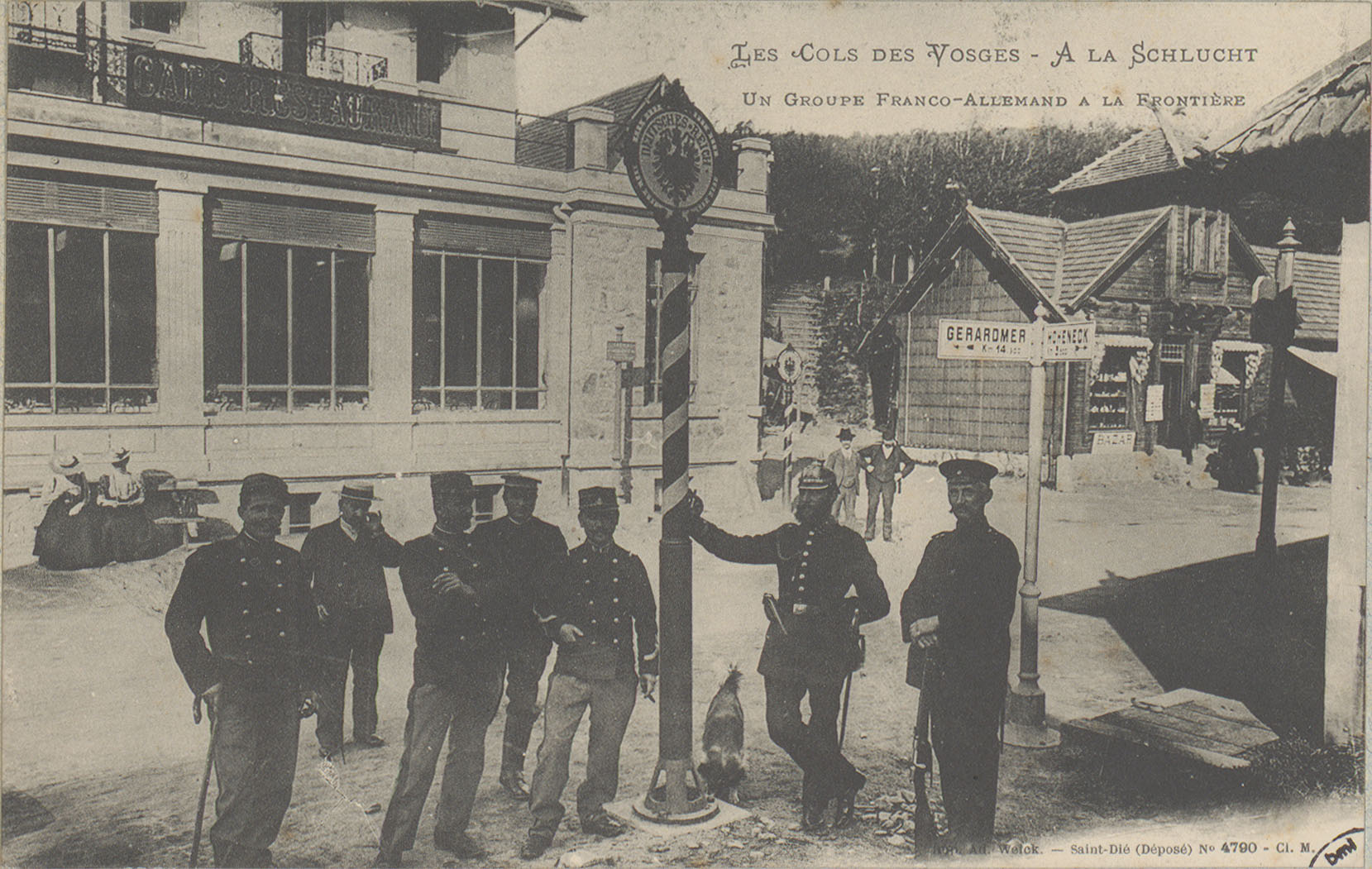
Au col de la Schlucht, un groupe franco-allemand à la frontière.
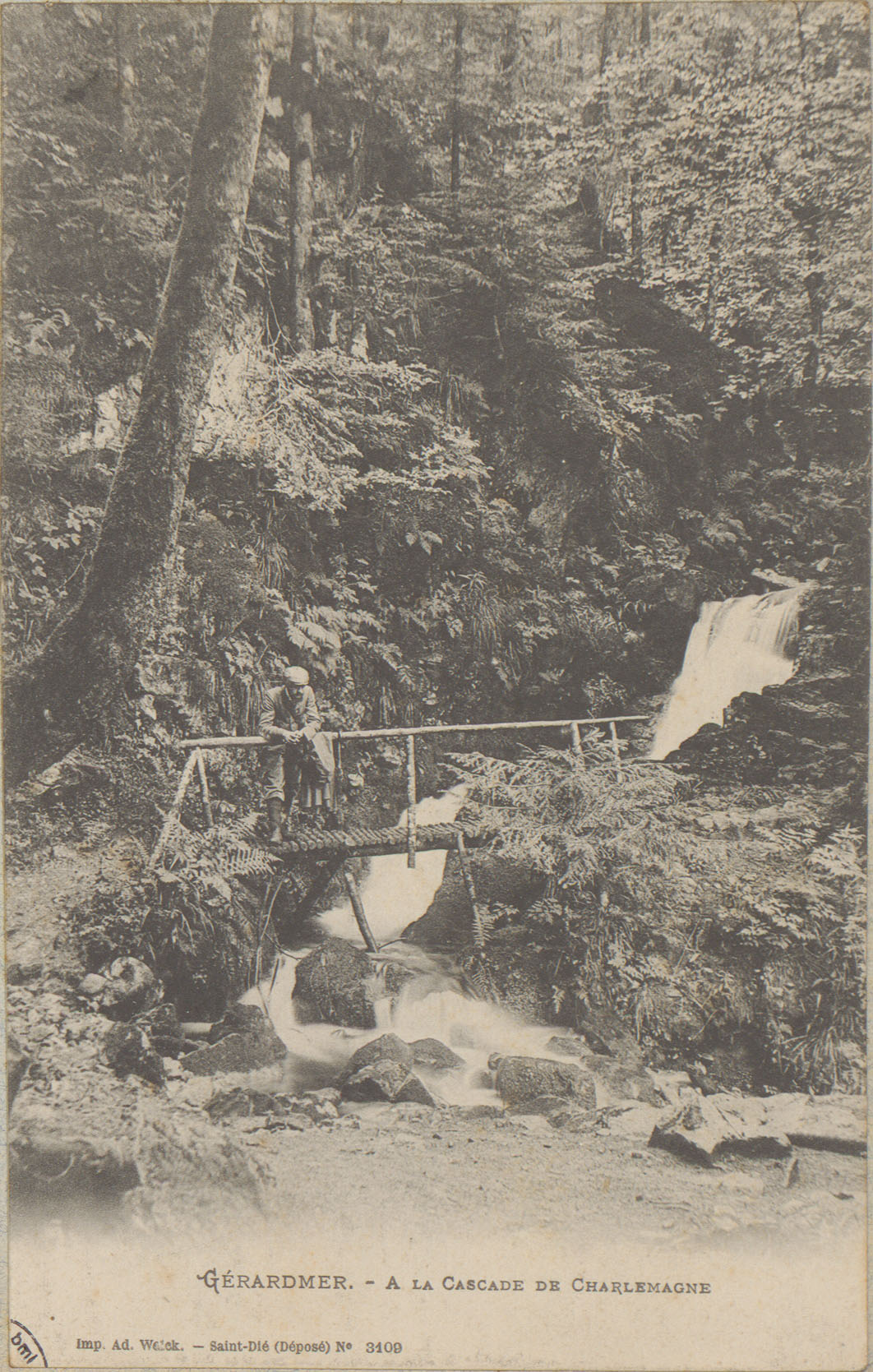
Cascade Charlemagne.
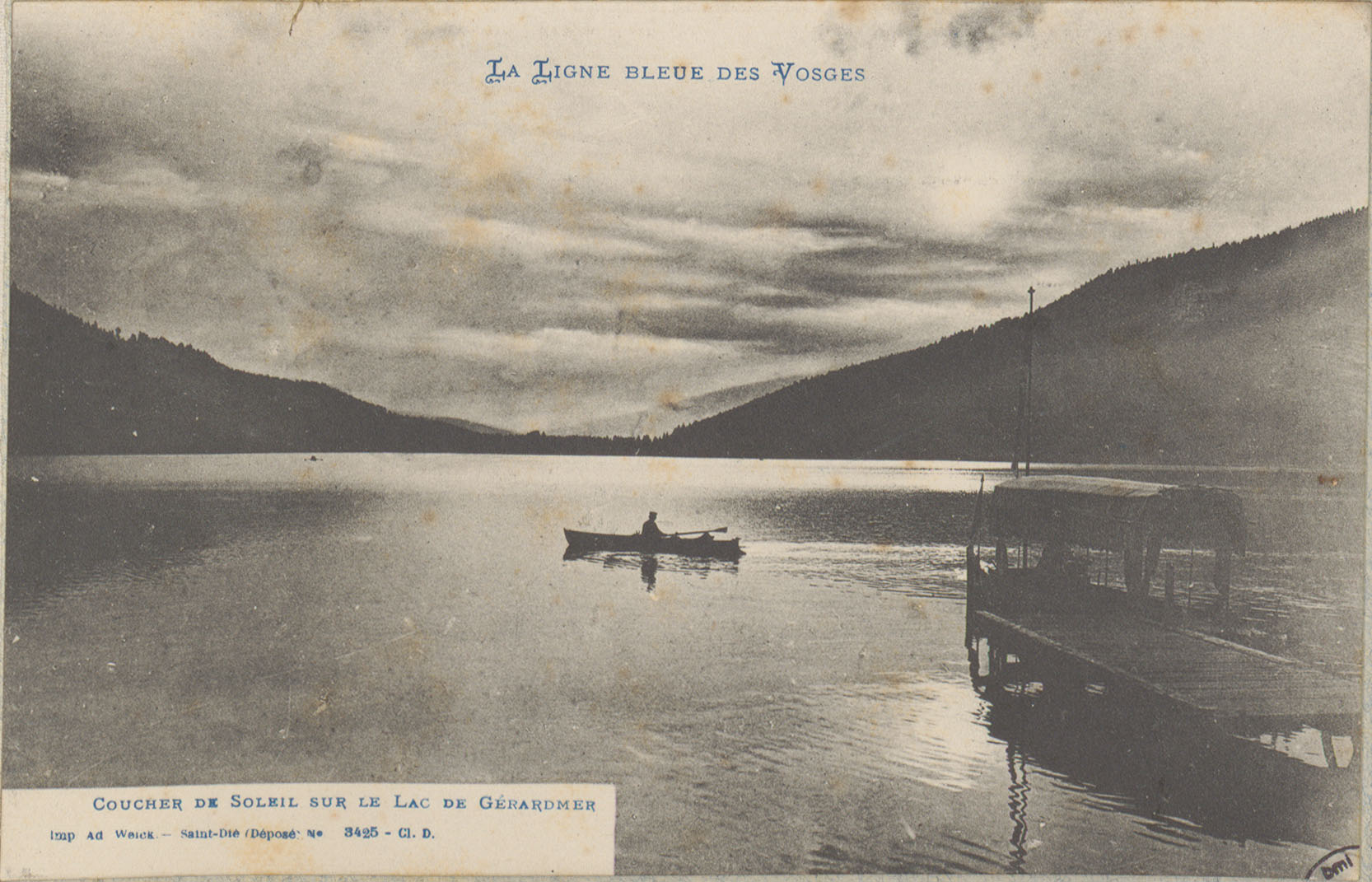
Coucher de soleil sur le lac de Gérardmer.
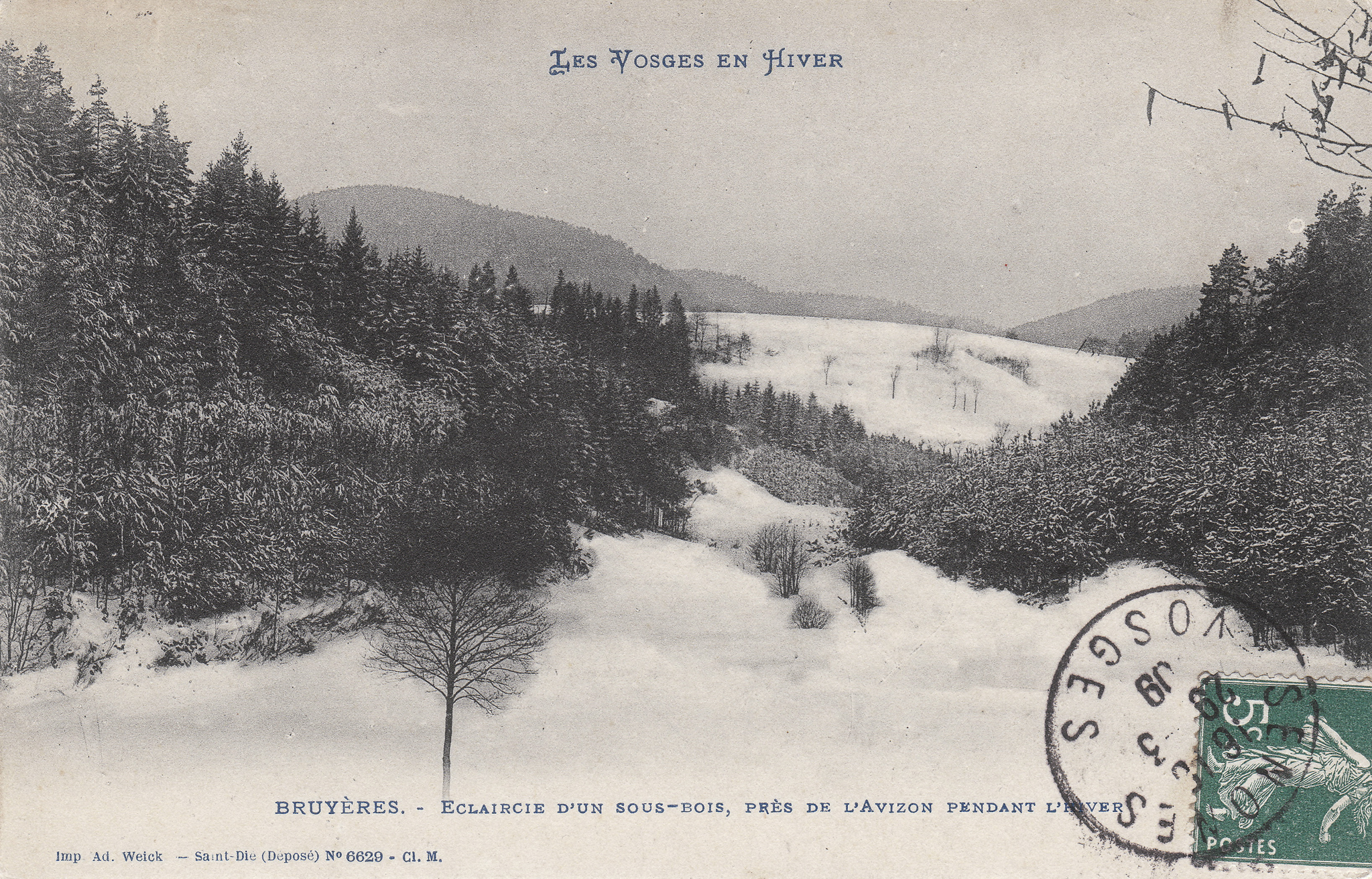
L'Avison sous la neige.
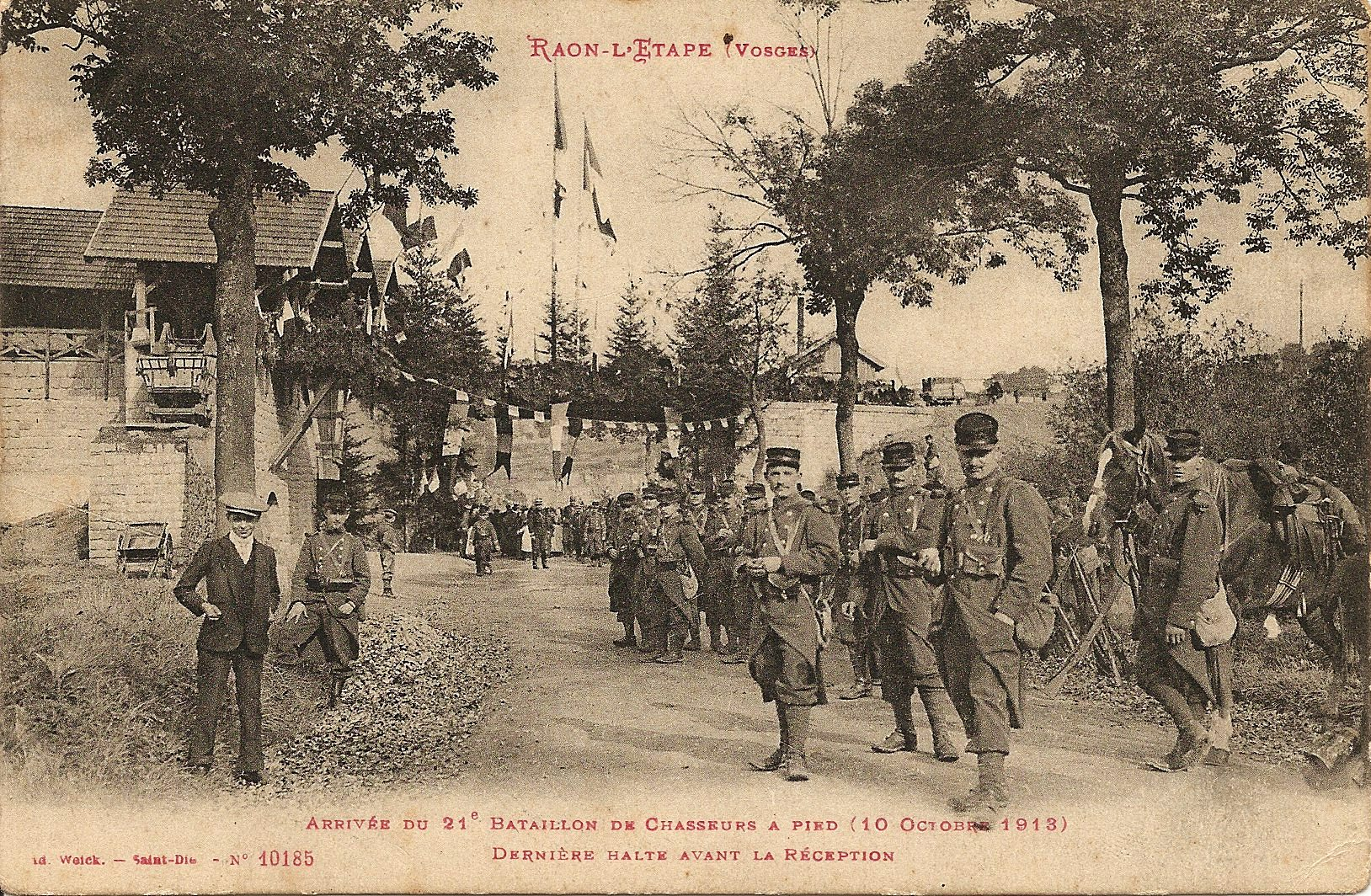
Arrivée du 21e BCP à Raon-l'Étape.

## Destinée du fonds documentaire

### Acquisition publique
En 1965, Adolphe Weick fils, héritier du fonds, passe un accord avec Albert Ronsin, conservateur du  musée municipal aux termes duquel une première partie du fonds (soit un stock de 5 555 plaques) est mis en dépôt à la bibliothèque municipale. Une seconde partie du fonds Weick (soit 5 640 unités) est confiée en dépôt en 1989 à la médiathèque municipale Victor-Hugo. Une convention est à cette occasion signée entre les différentes parties (propriétaire héritier, la bibliothèque, le musée Pierre-Noël, et la section cartophile de la Société des Amis de la bibliothèque et du musée) pour la gestion du fonds et son accès.
Ce fonds étant appelé à être cédé ou dispersé par vente publique, la Ville de Saint-Dié-des-Vosges acquiert la collection fin 2016 en faisant jouer son droit de préemption. La conservation de cet important patrimoine local s’avère en effet d’autant plus important qu’il témoigne visuellement d’un environnement urbain abondamment détruit par les combats vosgiens des deux conflits mondiaux et modifié par la reconstruction des années 1950.
L’ensemble de la production Weick, père et fils, est estimée se fixer entre 25 000 et 30 000 photographies dont 16 000 sont répertoriées.

### Préservation du patrimoine
Le volume considérable du fonds documentaire, soumis à une notable usure du temps compte tenu du support employé, a conduit la Communauté d'agglomération de Saint-Dié-des-Vosges à mener en 2020 une opération de répertorisation, de classement et de numérisation de l'ensemble des 15 000 clichés détenus.
Une association « Cercle Adolphe-Weick », association reconnue d’intérêt général en avril 2019, s’est donné pour objet de faire connaître la richesse documentaire de ce fonds, d’étudier et de promouvoir l'histoire et les productions des photographes, imprimeurs, éditeurs et libraires Adolphe Weick père et fils et d’autres contemporains. Elle entend constituer un fonds iconographique, photographique et documentaire de ces productions à destination de la création d'une collection publique.
Dans cet esprit, en vue de sauvegarder, étudier et promouvoir l’histoire et les prolifiques elle retravaille sur ordinateur et classe au moyen de métadonnées, cartes et plaques de verre. Fin 2021, demeuraient à numériser 9 500 plaques de verre relevant des fonds Weick, Bénard et Bastien.
Le fonds photographique figure parmi les collections patrimoniales de la médiathèque intercommunale de Saint-Dié-des-Vosges "La Boussole".

### Popularisation
L’association emploie comme stagiaire des élèves de BTS option photographie, édite une revue, « Le Révélateur » et anime un blog,,.

## Hommage
Une rue de la ville de Saint-Dié-des-Vosges porte le nom du photographe déodatien.

### Publications
- Adolphe Weick, Comment et pourquoi Saint-Dié est devenue marraine de l’Amérique, Saint-Dié, 1912.
- Adolphe Weick (réédition), Souvenirs de la Grande Guerre dans les Vosges et l’Alsace, Remiremont, Gérard Louis, 2010, 80 p. (ISBN 978-2-35763-024-6).
- Adolphe Weick (réédition), Géographie des Vosges, Remiremont, Gérard Louis, 2008, 62 p. (ISBN 978-2-35763-024-6).